# Lukas Uleckas
Lukas Uleckas (Marijampolė, 6 agosto 1999) è un cestista lituano.

## Palmarès
- Campionato lituano: 3

Žalgiris Kaunas: 2018-2019
Rytas: 2021-2022, 2023-2024